# Naomi Smalls
Davis M. Heppenstall (Fresno, California; 8 de septiembre de 1993), conocido por su nombre artístico Naomi Smalls, es una drag queen estadounidense y personalidad de telerrealidad, conocida por ser una de las subcampeonas de la octava temporada de RuPaul's Drag Race y también de RuPaul's Drag Race: All Stars temporada 4.

## Primeros años
Heppenstall nació el 8 de septiembre de 1993 en Fresno, California y más tarde fue adoptado en Redlands. Tiene ocho hermanos y tres hermanas, muchos de los cuales también fueron adoptados.

## Carrera

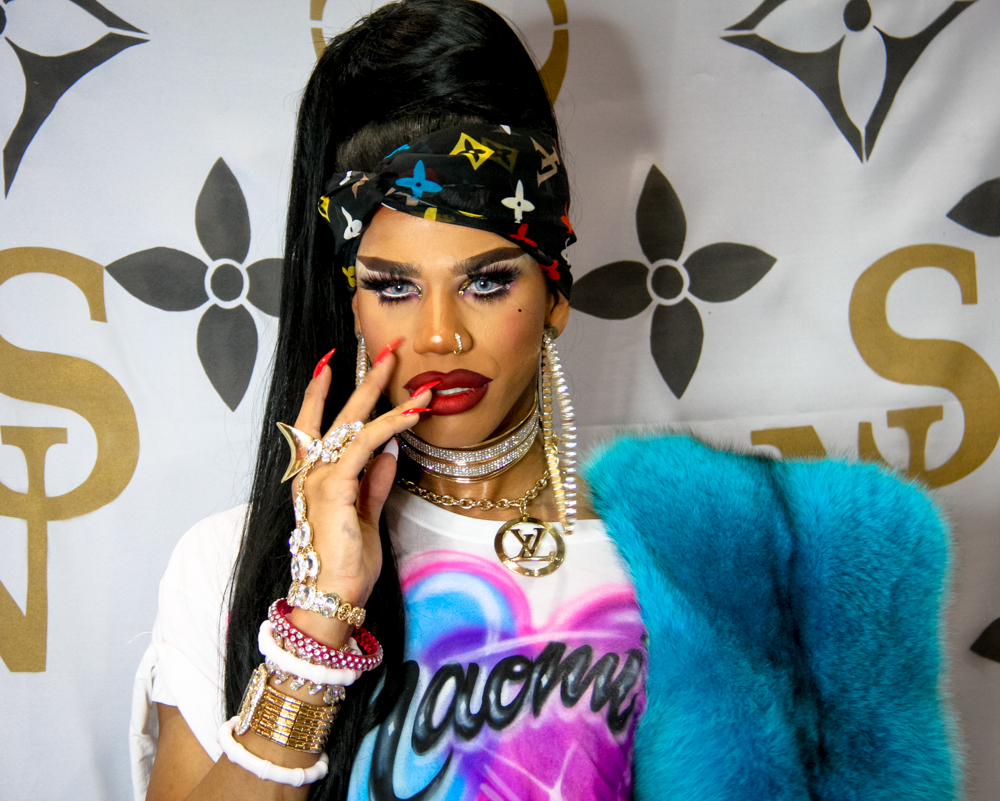
Naomi Smalls en 2017

El nombre Naomi Smalls proviene de la supermodelo Naomi Campbell y el rapero Biggie Smalls.

### RuPaul's Drag Race
Smalls fue anunciada como una de las doce concurcantes de la octava temporada de RuPaul's Drag Race el 1 de febrero de 2016. A los 21 años, era la concursante más joven de la temporada. Smalls quedó entre los dos últimos lugares en el quinto episodio después de su interpretación como Tiffany Pollard en la competencia anual "Snatch Game". Hizo lip sync con la canción "Causing a Commotion" de Madonna contra Acid Betty y ganó, salvandose de la eliminación. Ganó el desafío de cambio de imagen en el siguiente episodio, donde diseño un atuendo para una de las integrantes del elenco de Little Women: LA. Llegó a los tres finalistas de la temporada, pero perdió ante Bob the Drag Queen, y empató junto con Kim Chi como subcampeona.
El 8 de noviembre de 2018, se anunció que Smalls regresaría para competir en la cuarta temporada de RuPaul's Drag Race: All Stars. Smalls se ubicó en un lugar alto durante los primeros cuatro episodios, haciéndolo increíblemente bien pero a punto de ganar. En el quinto episodio estuvo en los dos últimos lugares en el roast de Lady Bunny, pero ganó contra Gia Gunn en un Lipsync en el sexto episodio "LaLaPaRuZa" para mantener su puesto. En el siguiente episodio fue la última, pero la salvó Latrice Royale. Ganó el reto de cambio de imagen, convirtiéndose en la primera reina en ganar dos retos de cambio de imagen, y la única en ganar sólo el reto de cambio de imagen en cada una de sus temporadas, pero eliminó polémicamente a la favorita Manila Luzon de la competición después de que Luzon hubiera sido la única reina de esa temporada que nunca había caído entre las dos últimas. Smalls llegó a la final y terminó como finalista junto a Monique Heart. Se convirtió en la primera concursante de Drag Race en terminar como finalista en sus dos temporadas desde Raven.

### Después deDrag Race
Fuera de Drag Race, Smalls fue copresentadora junto a Kim Chi de la serie de Internet M.U.G. de WoWPresents, en la que critican los looks de maquillaje de las reinas. Aparece de forma recurrente en la serie de Internet "Fashion Photo Ruview" sustituyendo a Raja o Raven.
Smalls hizo una entrevista con Cardi B para Cosmopolitan en febrero de 2018.
Comenzó su propia serie, Small's World, donde documenta su vida mientras recorre durante todo el país. El primer episodio se estrenó el 16 de febrero de 2018.
En septiembre de 2019, en RuPaul's DragCon NYC, Smalls fue nombrada como una de las integrantes de un elenco rotativo de una docena de reinas de Drag Race en RuPaul's Drag Race Live!, un espectáculo en residencia en el Flamingo Las Vegas.
Es una de las reinas más seguidas de Drag Race, y ha acumulado más de 1,6 millones de seguidores en Instagram hasta octubre de 2021.

### Música
Smalls realizó un video musical para su primer sencillo, "Pose", el 16 de diciembre de 2018.
También apareció en el video musical de Manila Luzon "Go Fish".

## Filmografía

### Cine
| Año  | Título                 | Papel      | Notas                            |
| ---- | ---------------------- | ---------- | -------------------------------- |
| 2018 | A Queen for the People | Ella misma | Documental de Bob the Drag Queen |

### Televisión
| Año       | Título                          | Papel      | Notas                       |
| --------- | ------------------------------- | ---------- | --------------------------- |
| 2016      | RuPaul's Drag Race              | Ella misma | Concursante (Subcampeona)   |
| 2018–2019 | RuPaul's Drag Race All Stars    | Ella misma | Concursante (3th/4th Lugar) |
| 2020      | RuPaul's Drag Race: Vegas Revue | Ella misma |                             |

### Vídeos musicales
| Año  | Título  | Artista      |
| ---- | ------- | ------------ |
| 2018 | Pose    | Ella misma   |
| 2019 | Go Fish | Manila Luzon |

### Series web
| Año     | Título                       | Papel      | Notas                                   |
| ------- | ---------------------------- | ---------- | --------------------------------------- |
| 2016    | RuPaul's Drag Race: Untucked | Ella misma | Temporada 8                             |
| 2017    | Fashion Photo Ruview         | Ella misma | Anfitriona invitada                     |
| 2017-18 | M.U.G.                       | Ella misma | Coanfitriona                            |
| 2018    | Small's World                | Ella misma | Anfitriona                              |
| 2018    | Sibling Rivalry              | Ella misma | Invitada, Episodio 10                   |
| 2018    | Call Me Coulee               | Ella misma | Cameo                                   |
| 2019    | Whatcha Packin'              | Ella misma | Invitada                                |
| 2019    | Runway Rewind                | Ella misma | Invitada, presentado por Violet Chachki |
| 2020    | Werq The World               | Ella misma | Reina destacada                         |
| 2021    | Binge                        | Ella misma | Pódcast por Entertainment Weekly        |

## Discografía

### Sencillos
| Año  | Título |
| ---- | ------ |
| 2019 | "Pose" |